# Geografia de Plasencia

## Geografia

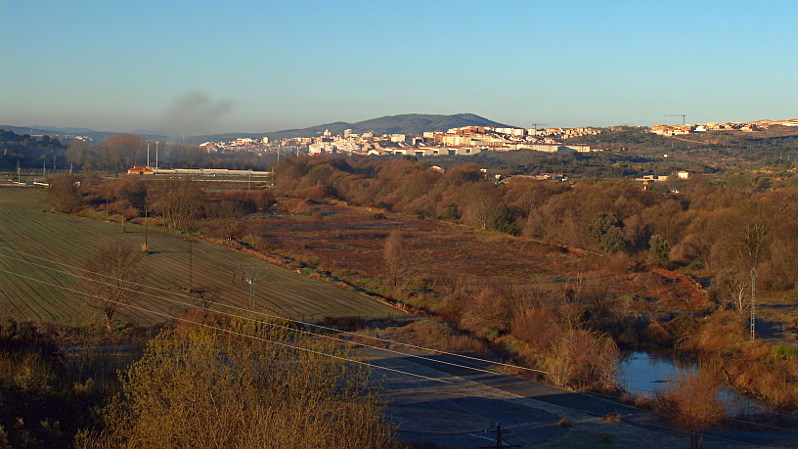
Plasencia vista de nordeste, desde o Vale do Jerte.

Plasencia encontra-se a 83 km a norte de Cáceres, 150 km a norte de Mérida, 126 km a sul de Salamanca, 245 km a oeste de Madrid, 150 km a sudoeste de Ávila, 90 km a leste da fronteira de Portugal (Monfortinho), 160 km a leste de Castelo Branco e  380 km a nordeste de Lisboa.[a] A altitude média da cidade é 350 m acima do nível do mar. Situa-se no topo norte da Estremadura, no último troço do Vale do Jerte, nos contrafortes ocidentais do maciço montanhoso do Sistema Central, cujos cumes constituem a fronteira natural entre a província de Cáceres com as de Salamanca e Ávila. O vale é estreito, com orientação NE-SO e é flanqueado a oeste pela Serra de Traslasierra e a leste pela Serra de San Bernabé, que faz parte da Serra de Tormantos. Estas situação e relevo envolvente tem muita influência no clima do município.
O perímetro urbano é delimitado a oeste pela serra del Gordo e serra de Berenguer, ambas pertencentes ao maciço da Serra de Traslasierra, e a leste pela Serra de Santa Bárbara, uma continuação da Serra de San Bernabé. O ponto mais alto do município é o pico del Gordo, com 997 m de altitude acima do nível do mar. A área urbana do município encontra-se representado na folha (em castelhano:  hoja) 0598 do MTN (Mapa Topográfico Nacional de Espanha).
| Municípios limítrofes de Plasencia |                                   |                         |
| Oliva de Plasencia, Valdeobispo    | Cabezabellosa                     | Casas del Castañar      |
| Aldehuela de Jerte                 |                                   | Gargüera                |
| Galisteo                           | Malpartida de Plasencia, Riolobos | Malpartida de Plasencia |

Extensão
O município tem 218 km², o que faz dele um dos mais extensos da Estremmadura. Dele fazem parte as povoações de San Gil e Pradochano, classificadas no passado como bairros da cidade e que atualmente são entidades locais menores.

### Demografia
A população tem vindo a aumentar progressivamente de forma moderada nas últimas décadas. No contexto da Estremmadura, a cidade é um dos principais focos de atracção do fluxo migratório, tanto de população de origem espanhola como de origem estrangeira.
| Evolução demográfica de Plasencia entre 1920 e 2011 |
| --------------------------------------------------- |
|                                                     |

| Pirâmide etária (2008) |        |       |          |      |
| %                      | Homens | Idade | Mulheres | %    |
| 0,57                   |        | 85+   |          | 1,14 |
| 0,88                   |        | 80-84 |          | 1,42 |
| 1,50                   |        | 75-79 |          | 2,12 |
| 1,90                   |        | 70-74 |          | 2,35 |
| 1,71                   |        | 65-69 |          | 1,89 |
| 2,25                   |        | 60-64 |          | 2,43 |
| 2,62                   |        | 55-59 |          | 2,66 |
| 3,19                   |        | 50-54 |          | 3,61 |
| 3,87                   |        | 45-49 |          | 4,06 |
| 4,35                   |        | 40-44 |          | 4,48 |
| 4,08                   |        | 35-39 |          | 4,17 |
| 3,87                   |        | 30-34 |          | 3,81 |
| 3,51                   |        | 25-29 |          | 3,16 |
| 3,40                   |        | 20-24 |          | 3,23 |
| 3,07                   |        | 15-19 |          | 3,06 |
| 2,94                   |        | 10-14 |          | 2,58 |
| 2,71                   |        | 5-9   |          | 2,57 |
| 2,47                   |        | 0-4   |          | 2,37 |

| Distribuição etária em 2009 | Distribuição etária em 2009 | Distribuição etária em 2009 | Distribuição etária em 2009 |
| < 20 anos                   | 20-40 anos                  | 40-60 anos                  | >60 anos                    |
| --------------------------- | --------------------------- | --------------------------- | --------------------------- |
| 22%                         | 29%                         | 20%                         | 29%                         |

População estrangeira
No censo de 2009 foram contabilizados 1 977 habitantes de nacionalidade estrangeira, o que representa 4,58% da população. As comunidades mais numerosas eram a romena (143), boliviana (123) e marroquina (173).

### Geologia

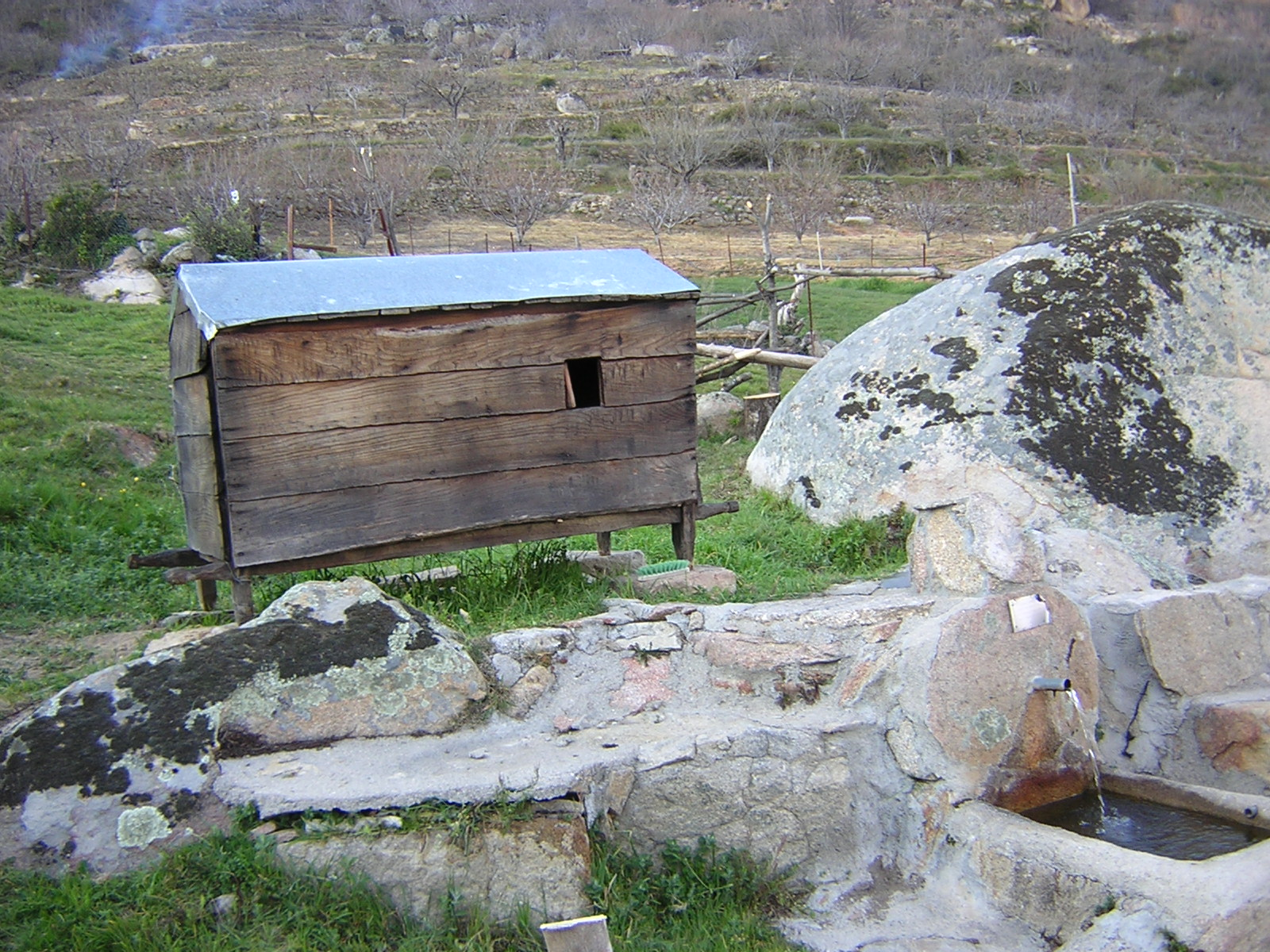
Choupana móvel de pastor junto a bloco granítico no Vale do Jerte.

O município enquadra-se no Maciço Hespérico, na parte meridional da Unidade Geológica Centro-ibérica. Do ponto de vista estratigráfico, predominam os sedimentos precâmbricos, constituidos por grauvaques e os ardósias, além de granito da zona Béjar-Plasencia.
Também se encontram sedimentos do Terciário e Quaternário, ligados principalmente ao sistema fluvial. Os depósitos terciários encontram-se na bacia[b] de Cória e na bacia associada à falha de Plasencia.
Os sedimentos quaternários são mais notórios nas diversas plataformas aluviais[c] relacionadas com o rio Jerte. Os materiais mais comuns são seixos rolados de quartzo, xistos e granitos em matriz areno-argilosa. As rochas graníticas da área de Béjar-Plasencia ocupam a parte setentrional do município.
Não existem indícios de explorações minerais na zona. No passado recente existiram pedreiras para extração de diferentes materiais, bem como de cerâmica industrial nos depósitos terciários, mas todas essas explorações estão abandonadas.

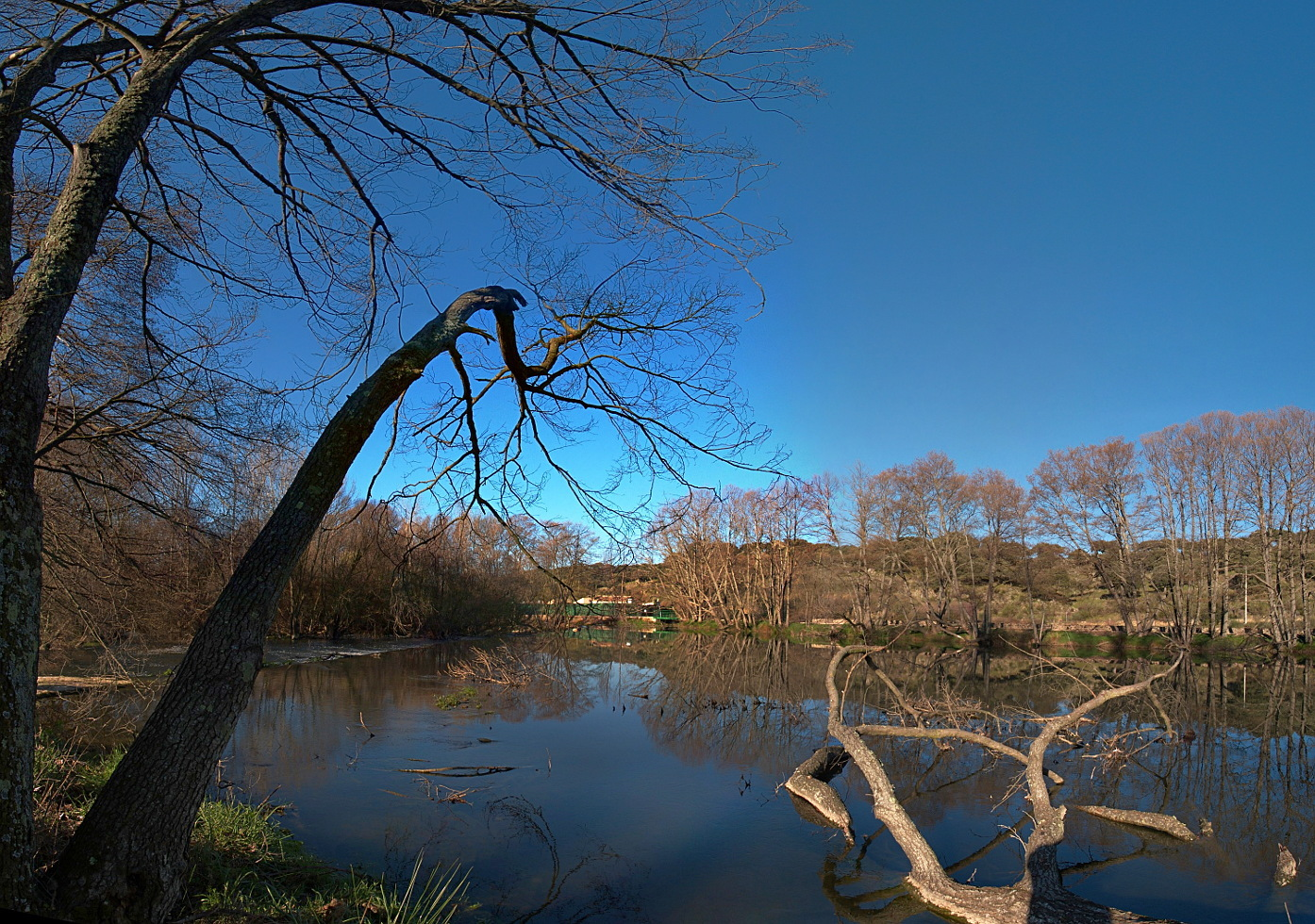
Rio Jerte a montante da cidade.

### Hidrologia
Praticamente toda a área do município se encontra nas bacias hidrográficas[b] dos rios Jerte e Alagón (o primeiro é afluente do segundo, que por sua vez é afluente do Tejo).
A desembocadura do rio Jerte no Alagón ocorre a jusante de Plasencia, no município de Galisteo. Quatro quilómetros a montante da cidade encontra-se a barragem de Plasencia, construída em 1985, com capacidade de 59 hm³, a qual regula o caudal que passa na cidade, evitando as enchentes de outrora. A barragem tem como finalidade o abastecimento de água potável à população. Não existem no município aquíferos importantes.

### Clima
O clima da região é do tipo continental mediterrânico, sendo muito influenciado pelo microclima do Vale do Jerte e pela proximidade da Serra de Gredos. O clima é continental devido às diferenças térmicas entre os verões quentes e os invernos suaves e pela variação de temperaturas ao longo do dia e é mediterrânico pela coincidência do períodos mais secos com com os meses mais quentes de julho e agosto  (seca estival). A continentalidade é parcialmente matizada pela proximidade atlântica, que faz sentir a sua influência suavizante nos contrastes térmicos e na abundância da precipitação, ocasionada pelos ventos húmidos e temperados que fluem ao longo do vale do Tejo.
Segundo o sistema de classificação climática de Papadakis, a maior parte da área do município tem um clima de tipo mediterrânico subtropical e mediterrânico continental temperado, enquanto que nas serras próximas, o clima é de tipo mediterrânico temperado e mediterrânico fresco.[carece de fontes?]
A precipitação é notoriamente mais elevada nos meses de outubro a março, com uma pronunciada aridez estival. Os invernos são curtos e suaves, com temperaturas médias mensais superiores a 6,4°C em janeiro e 7,3°C em dezembro, e os verões secos e quentes, com temperaturas médias máximas próximas dos 34°C.
| Dados climatológicos para Plasencia                                  | Dados climatológicos para Plasencia | Dados climatológicos para Plasencia | Dados climatológicos para Plasencia | Dados climatológicos para Plasencia | Dados climatológicos para Plasencia | Dados climatológicos para Plasencia | Dados climatológicos para Plasencia | Dados climatológicos para Plasencia | Dados climatológicos para Plasencia | Dados climatológicos para Plasencia | Dados climatológicos para Plasencia | Dados climatológicos para Plasencia | Dados climatológicos para Plasencia |
| Mês                                                                  | Jan                                 | Fev                                 | Mar                                 | Abr                                 | Mai                                 | Jun                                 | Jul                                 | Ago                                 | Set                                 | Out                                 | Nov                                 | Dez                                 | Ano                                 |
| -------------------------------------------------------------------- | ----------------------------------- | ----------------------------------- | ----------------------------------- | ----------------------------------- | ----------------------------------- | ----------------------------------- | ----------------------------------- | ----------------------------------- | ----------------------------------- | ----------------------------------- | ----------------------------------- | ----------------------------------- | ----------------------------------- |
| Temperatura máxima média (°C)                                        | 10                                  | 12                                  | 16                                  | 19                                  | 23                                  | 30                                  | 34                                  | 34                                  | 29                                  | 20                                  | 14                                  | 10                                  | 21                                  |
| Temperatura mínima média (°C)                                        | 3                                   | 4                                   | 6                                   | 8                                   | 10                                  | 15                                  | 18                                  | 18                                  | 16                                  | 11                                  | 8                                   | 4                                   | 10                                  |
| Precipitação (mm)                                                    | 135                                 | 126                                 | 119                                 | 68                                  | 62                                  | 40                                  | 8                                   | 11                                  | 60                                  | 100                                 | 112                                 | 109                                 | 950                                 |
| Fonte: Agencia Estatal de Meteorologia (AEMET) 18 de janeiro de 2010 |                                     |                                     |                                     |                                     |                                     |                                     |                                     |                                     |                                     |                                     |                                     |                                     |                                     |

## Flora e fauna

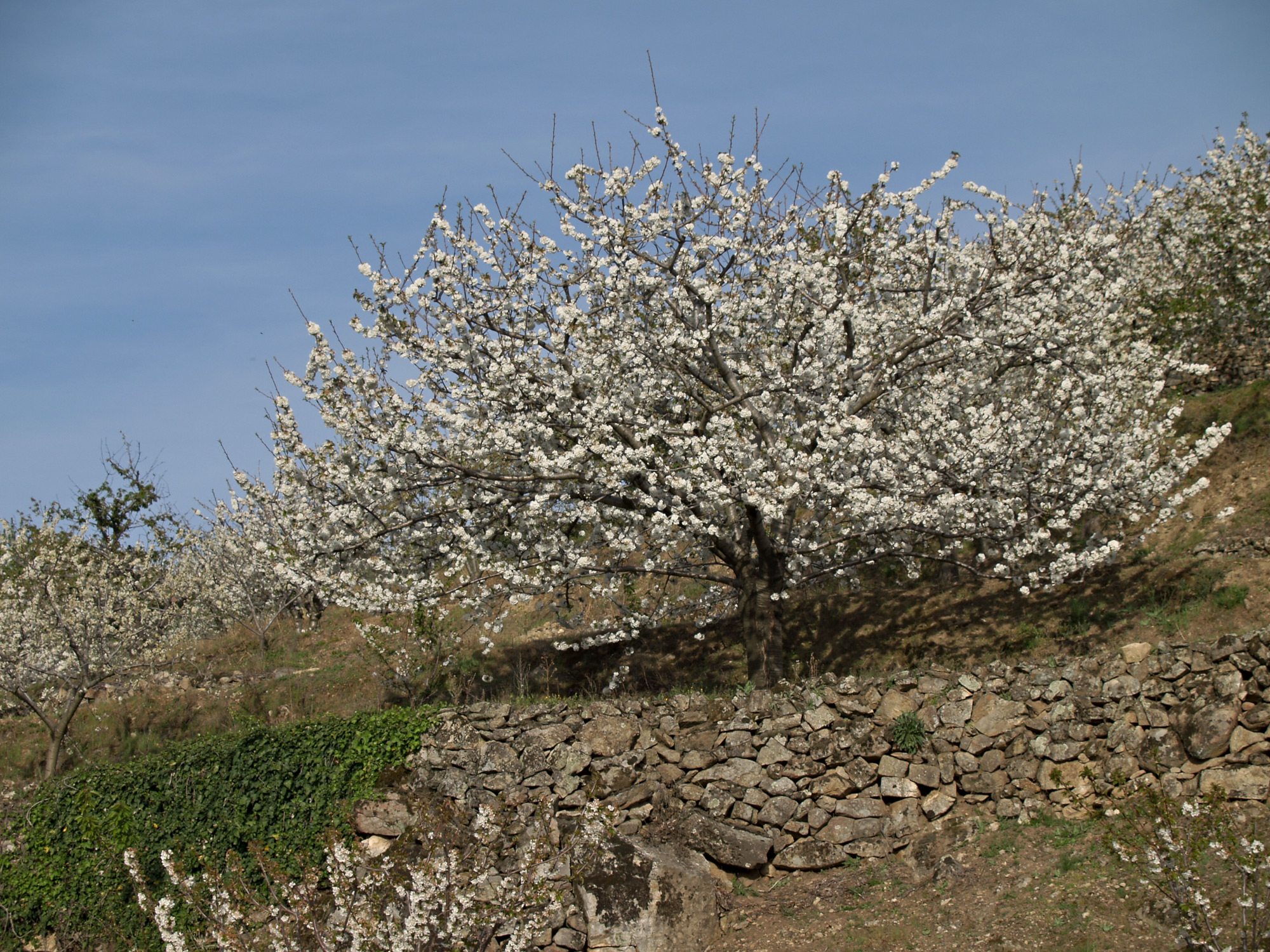
Cerejeira em flor.

### Flora
O tipo de vegetação presente na região tem sido modificado pela intervenção humana. A flora de tipo mais florestal foi substituída por culturas e pastagens. A cobertura vegetal atual é formada sobretudo por montados de azinheira e sobreiro, por prados, vegetação ribeirinha[d], regadios e flora urbana de parques e jardins.
O olival encontra-se principalmente na encosta da Serra de Santa Bárbara, disposto em socalcos, mas atualmente área já se está urbanizada. Os azinhais encontram-se em pastagens[e] sazonais densas. Os sobreirais encontram-se na parte norte do município, ocupam aproximadamente 1 200 ha e também formam pastagens[e], à semelhança dos azinhais.
Na dehesa[e] de Valcorchero há zonas mistas de azinhal e sobreiral. As pastagens são usadas para exploração pecuária e correspondem em muitos casos a terrenos de cultivo abandonados. Os matagais da zona são principalmente giestais[f] com pastagens que são igualmente usadas para exploração pecuária sazonal.

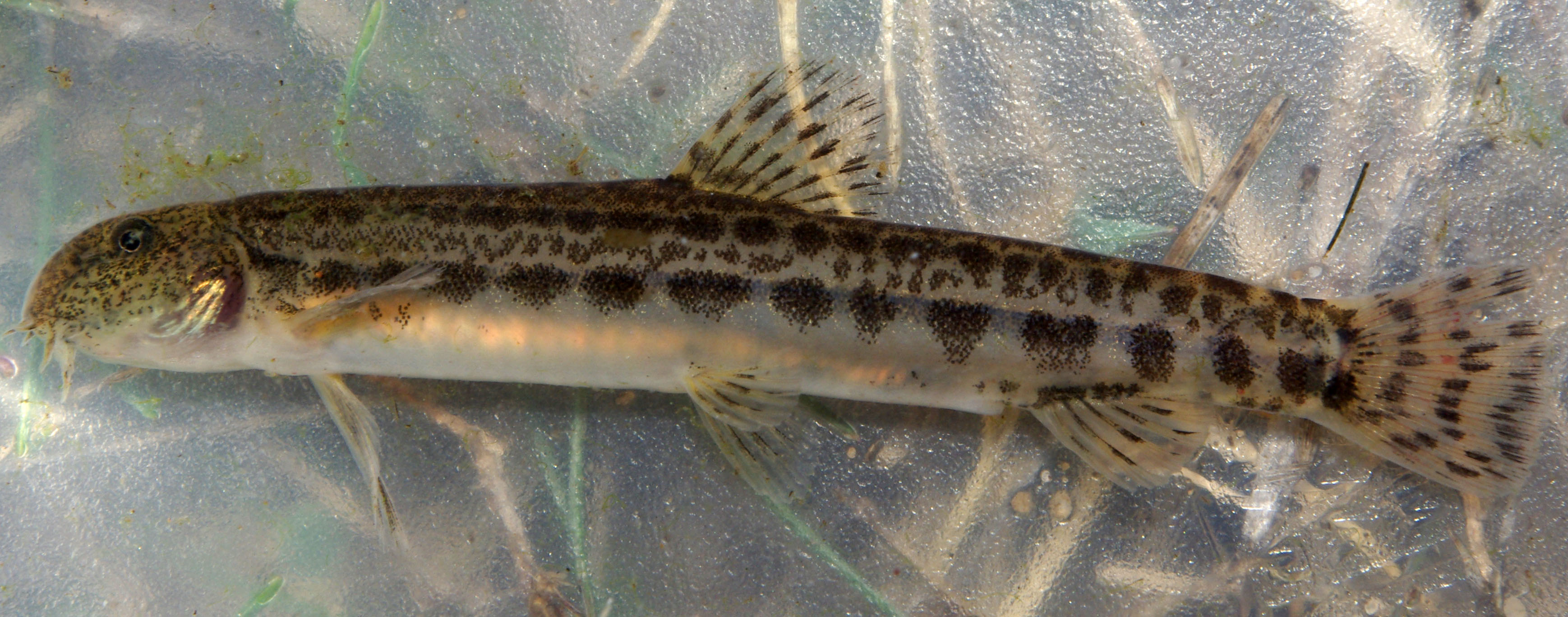
verdemã.

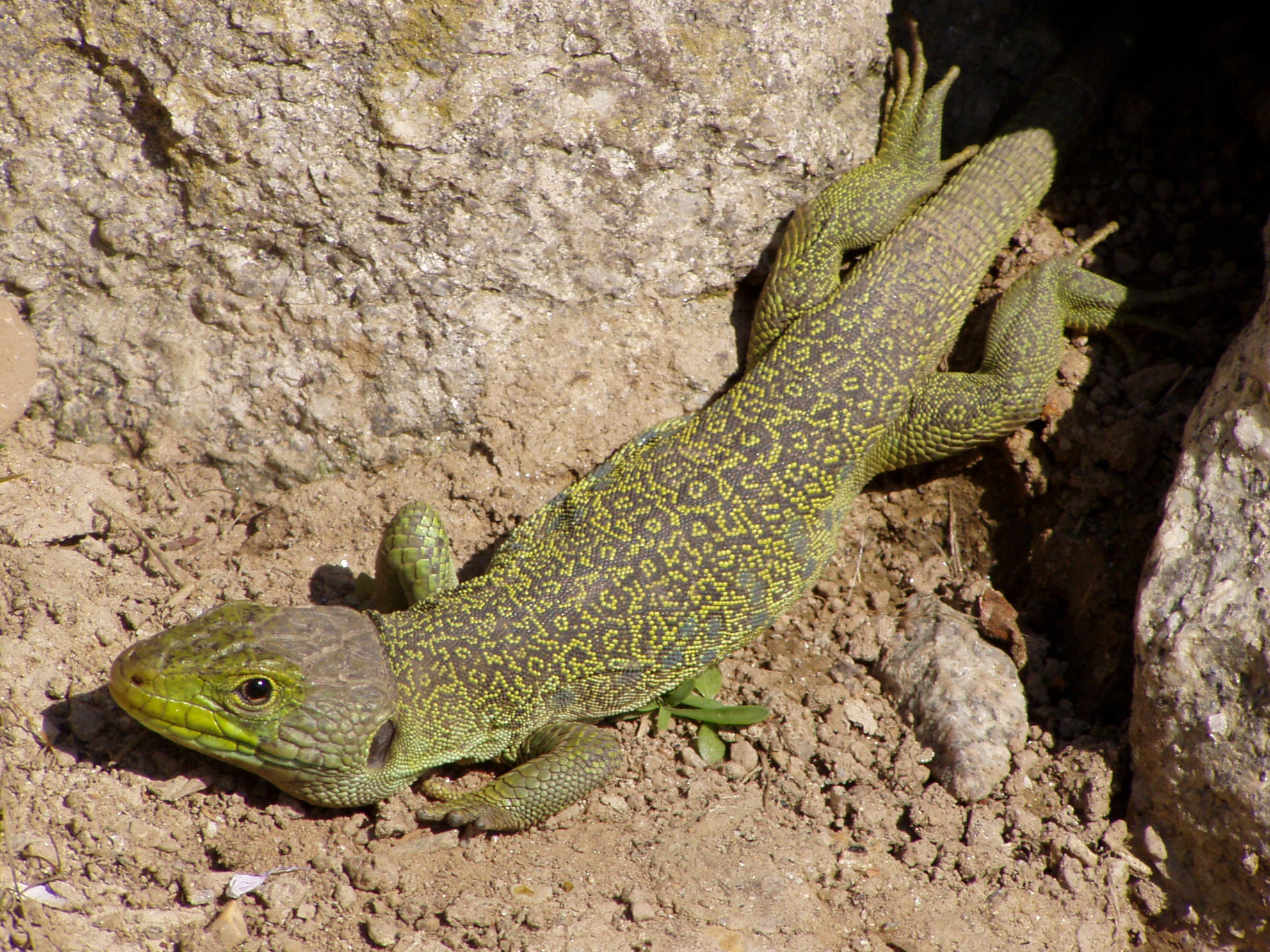
Sardão, espécie de réptil presente no território placentino.

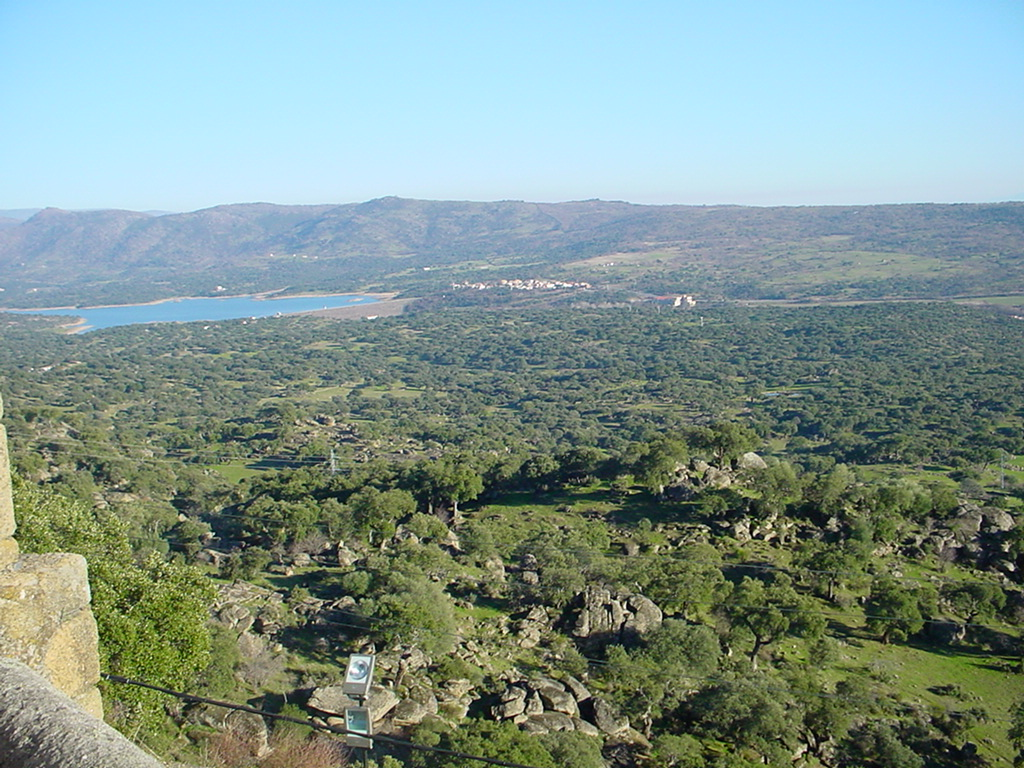
Paisagem da zona mais baixa de Valcorchero desde o Santuário del Puerto.

A vegetação ribeirinha é constituida principalmente por pequenas plantações de choupos. Os terrenos de regadio concentram-se fundamentalmente nas margens do rio Jerte a jusante da cidade, existindo também algumas hortas familiares nas proximidades do núcleo urbano.

### Fauna
Na zona podem-se observar grandes aves de rapina voando em busca de alimento, que vivem no Parque Nacional de Monfragüe e nos contrafortes da Serra de Gredos, a cerca de 20 km de distância.
Nas dehesas[e] do município os pastos são aproveitados para o pastoreio, sobretudo de cabras, ovelhas e vacas. Nos meses de verão praticam a transumância em regiões mais fresca de Castela e Leão.
Entre os anfíbios e répteis presentes na zona, destacam-se os diversos tipos de sapos , a cobra-rateira, o sardão, vários tipos de lagartixas e a osga-moura.
O grupo com maior diversidade é o das aves. As espécies mais comuns são tentilhão, chapim-azul, chamariz, pega-azul, tordoveia, cotovia-pequena, cuco, Certhiidae[g], picanço-barreteiro, estorninho-preto, chapim-real, pintassilgo-comum, pintarroxo-comum, pardal-doméstico e, no inverno, o pombo-torcaz. Também se encontram a perdiz, codorniz,  aves de rapina noturnas, como a coruja, mocho e diurnas, como a águia-calçada, águia-de-bonelli, águia-de-asa-redonda, falcão-peregrino e peneireiro-vulgar.
Entre os mamíferos destacam-se diversas espécies de ratos do género Microtus e Apodemus[h], o ouriço e o coelho.
No rio Jerte e nas suas ribeiras, encontram-se as seguintes espécies: barbo, boga, cacho[i], pardelha[j], calandino[k], tenca e verdemã.

### Espaços naturais protegidos
Em 2005 a área de Valcorchero e serra del Gordo foi declarada como Paisagem Natural Protegida pela Junta da Estremadura.
O área classificada tem 1 184 ha. A espécie arbórea largamente dominante é o sobreiro, que originou o nome (Valle del Corcho, vale da cortiça), mas estão também representados o freixo, carvalho, nomeadamente carvalho-negral, pereira silvestre[l] e azinheira. Nos terrenos classificados encontram-se laguns monumentos relevantes, como sejam o santuário da Virgem del Puerto, a Gruta de Boquique e um troço do aqueduto de Plasencia.